# Гелгуды
Гелгуды (пол. Giełgudowie) — жемайтский дворянский род герба Дзялоша.

## Происхождение и история рода
Родоначальник их, Бальцер Гелгуд, владел поместьями в княжестве Жмудском (1621); Михаил Гелгуд (ум. 1813) был последним маршалом надворным литовским (1793—1795). Его сын Антоний Гелгуд (1792—1831) — польский генерал, участник восстания 1830 года.

## Описание герба
В поле червлёном золотая шестиконечная звезда с правой стороны и коршуново крыло с левой.
Щит увенчан дворянскими шлемом и короной. Нашлемник: три страусовых пера. Намёт на щите красный, подложенный золотом.